# Serie C2 2001/2002
Soutěžní ročník Serie C2 2001/02 byl 24. ročník čtvrté nejvyšší italské fotbalové ligy. Soutěž začala 2. září 2001 a skončila 9. června 2002. Účastnilo se jí celkem 54 týmů rozdělené do tří skupin po 18 klubech. Z každé skupiny postoupil vítěz přímo do třetí ligy, druhý postupující se probojoval přes play off.
Klub který měl sestoupit (Meda FBC) nakonec zůstal v soutěži pro příští sezonu.